# Длиннохвостая зелёная попугайная амадина
Длиннохво́стая зелёная попуга́йная амади́на (лат. Erythrura prasina) — вид птиц из рода попугайных амадин (Erythrura) семейства астрильдовых (Estrildidae). Распространены в Юго-Восточной Азии: Малайзии, Брунейе, Камбодже, Индонезии, Лаосе, Бирме, Таиланде. Общая площадь распространения — около 100 млн км2. Естественные места обитания — субтропические или тропические горные и равнинные влажные леса.